# Лентварский автомобильный тоннель
Лентварский автомобильный тоннель (лит. Lentvario kelio tunelis) — автомобильный тоннель, располагающийся в городе Лентварис, в Тракайском районе Вильнюсского уезда. Построен в 2020–2021 годах под железнодорожными путями.

## Описание
Тоннель проложен в центре Лентвариса, под многочисленными железнодорожными путями. Длина тоннеля составляет 64 м, ширина — 15,4 м. Также проходит полностью отделённый от автомобильного движения пешеходный тоннель, предназначенный для пешеходов и велосипедистов.

## История
Потребность в тоннеле возникла в связи с большим железнодорожным потоком по ж/д путям, которые пересекала единственная дорога, соединяющая южную и северную части Лентвариса, разделённые ж/д путями. В сутки железнодорожный переезд был закрыт в среднем на 11 часов, его проезжало около 7000 автомобилей и 200 поездов. Первые проекты были предложены 15-20 лет назад, тогда планировалось над ж/д путями построить виадук, но развития проект не получил. 
В 2016 году было предложено 11 различных проектов виадуков и тоннелей, а также Лентварской объездной дороги. К 2020 году был разработан проект разделённых автомобильного и пешеходного тоннелей, которые с двух сторон выходили в круговые перекрёстки. Договор о его постройке был подписан в августе 2020 года. 
Строительство началось в сентябре 2020 года. Проект помимо тоннеля также включал в себя модернизацию улицы Дзуку (Dzūkų gatvė) с новыми парковкой для автомобилей и автобусов и автобусной остановкой. Благодаря новой итальянской технологии рельсы были дополнительно укреплены и не разбирались, движение поездов не прекращалось. Тоннель состоит из двух бетонных частей, которые были построены на месте. Начиная с марта 2021 года тоннель был установлен на место. Данная технология была впервые использована не только в Литве, но и в странах Балтии. 
Тоннель для движения был открыт 1 декабря 2021 года.

## Изображения

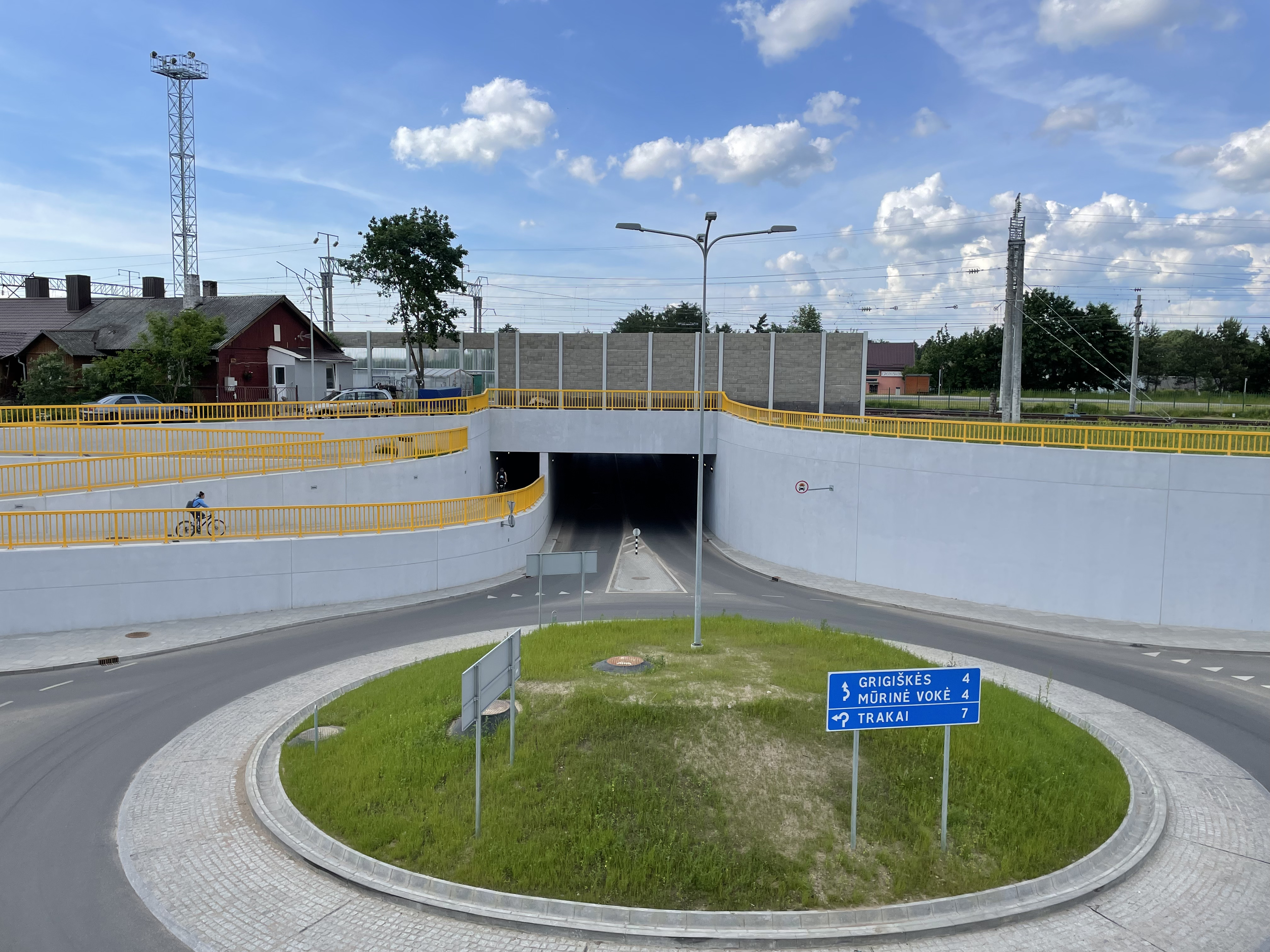
Тоннель с южной стороны
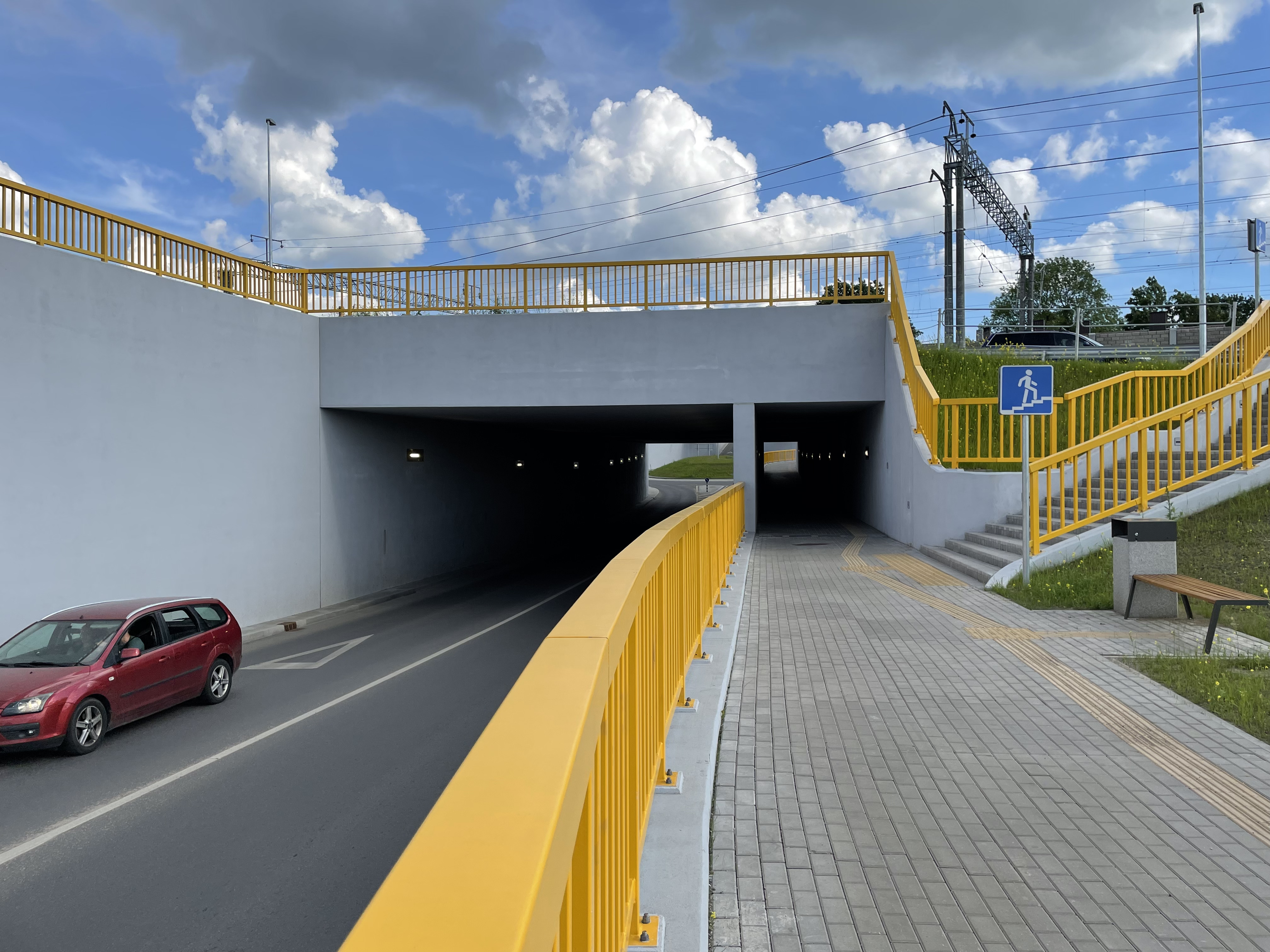
Тоннель с северной стороны
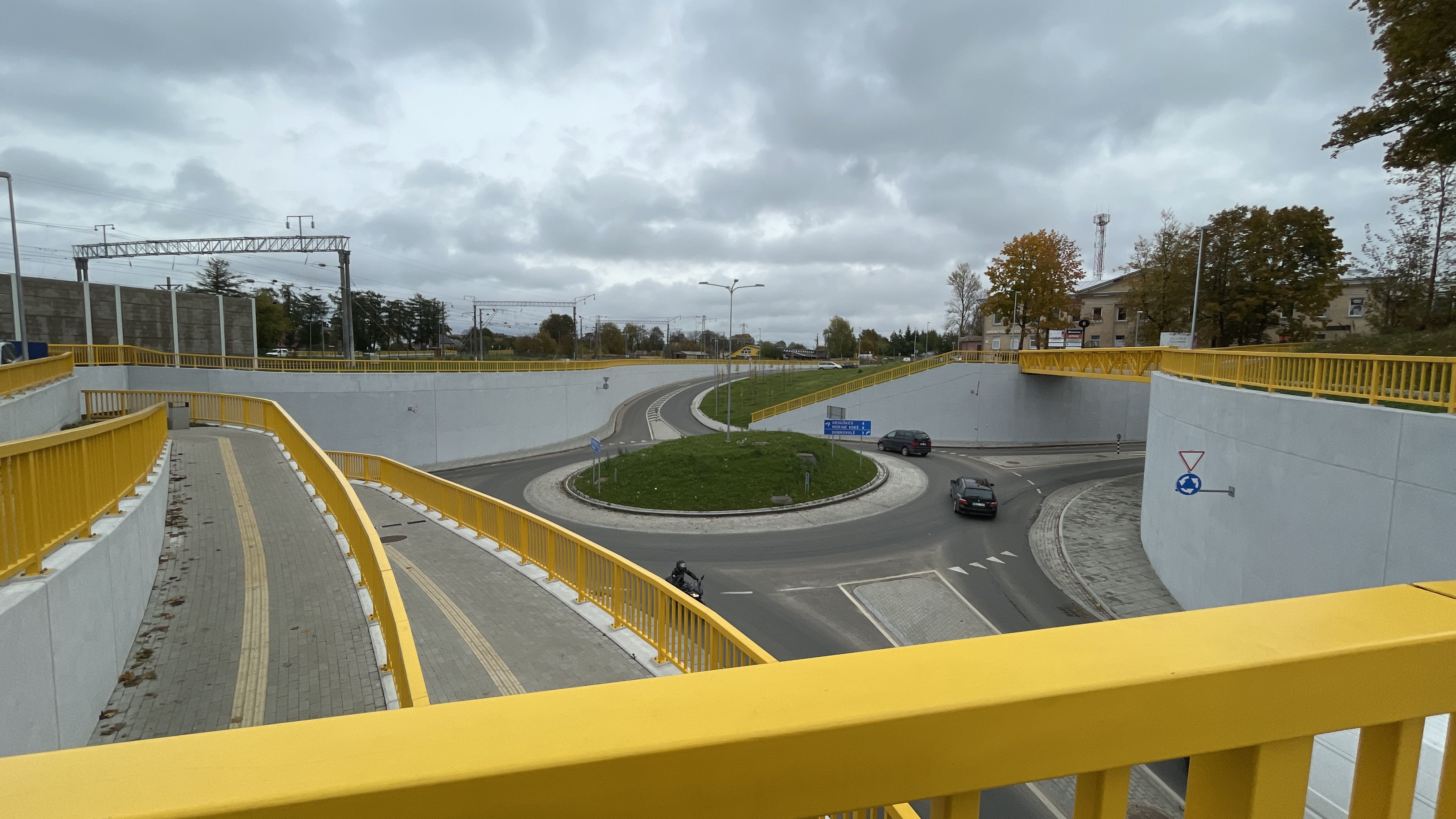
Южный кольцевой перекрёсток
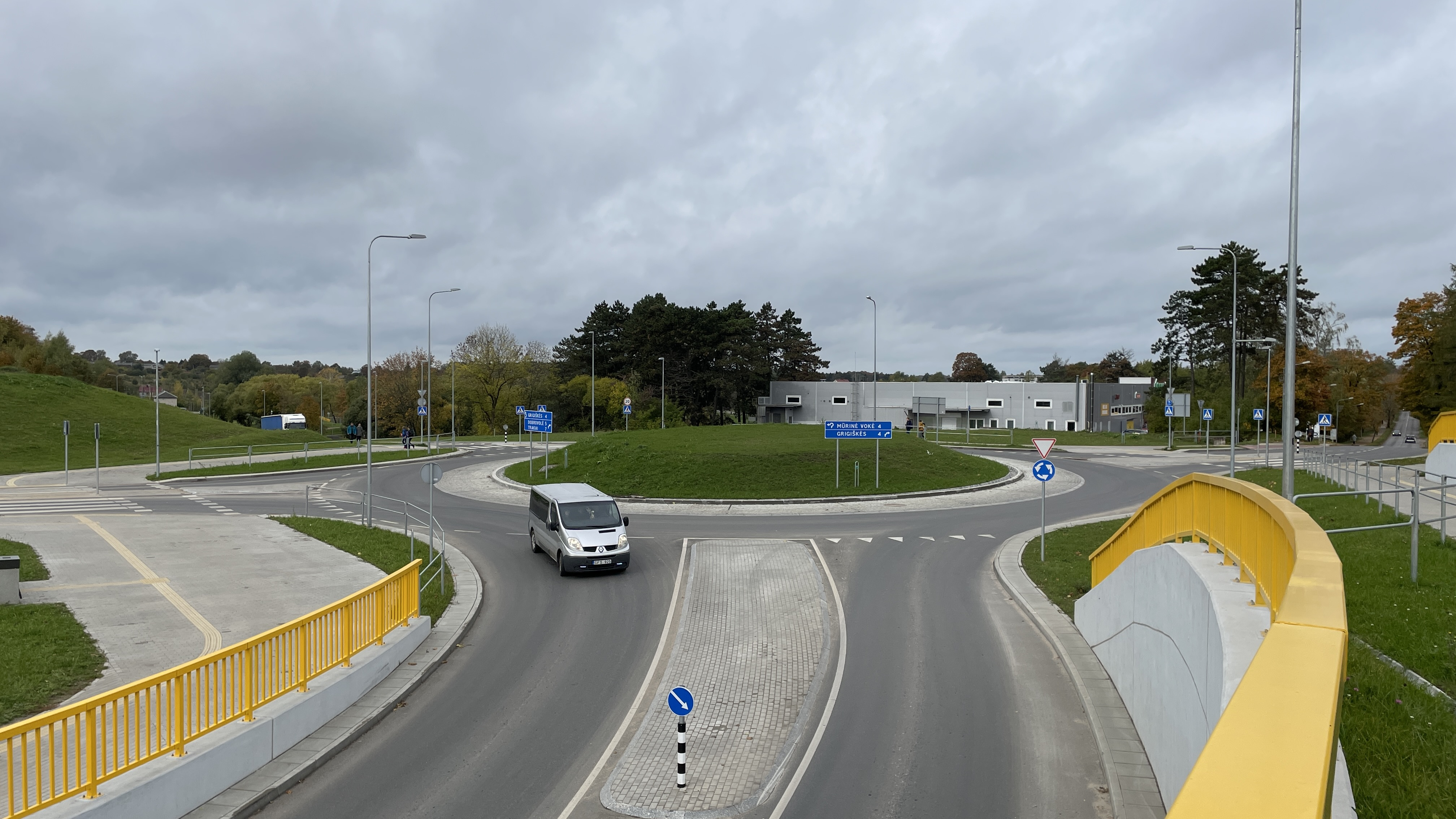
Северный кольцевой перекрёсток
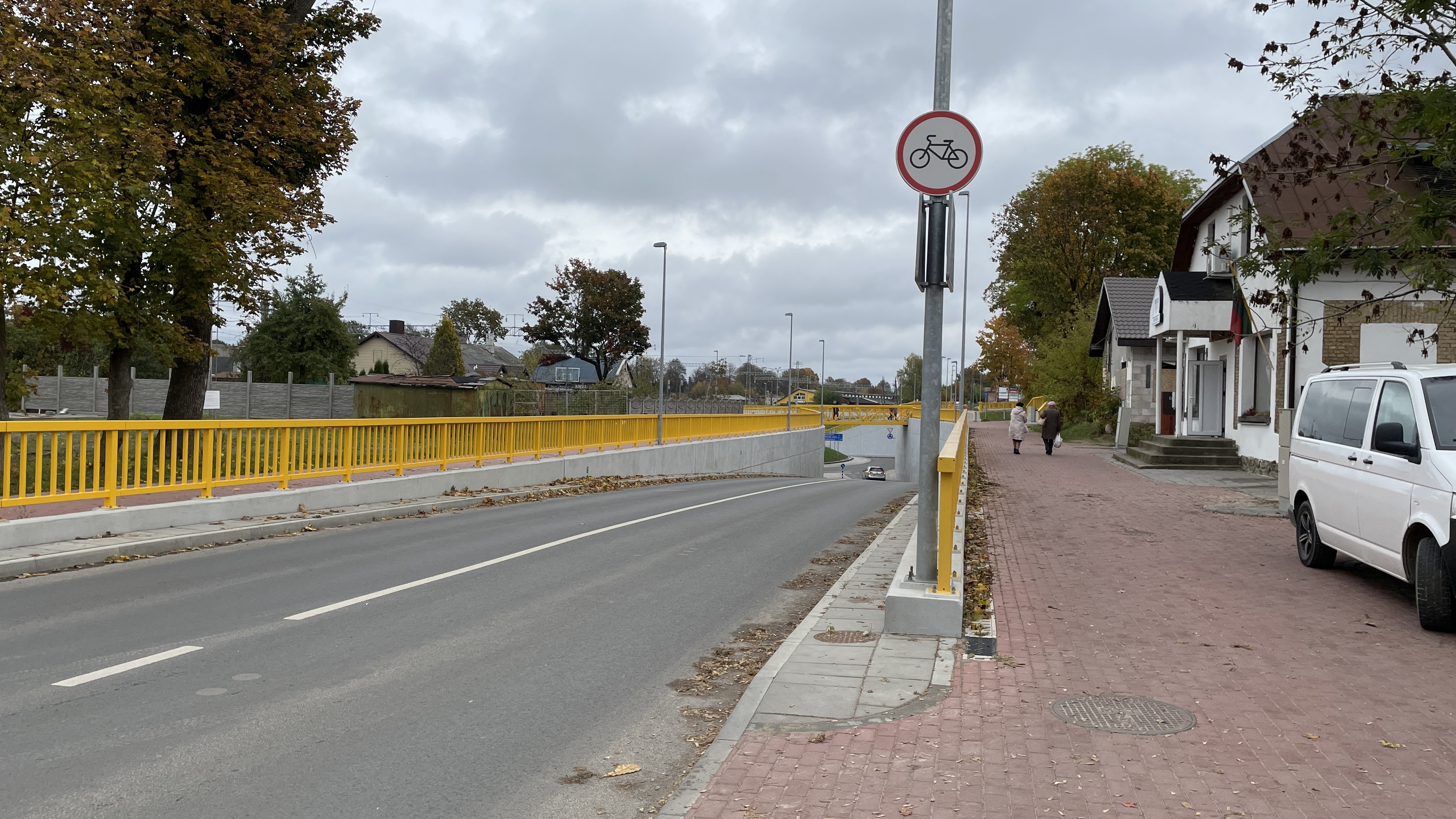
Дорога к тоннелю с улицы Железнодорожной (Geležinkelio gatvė)
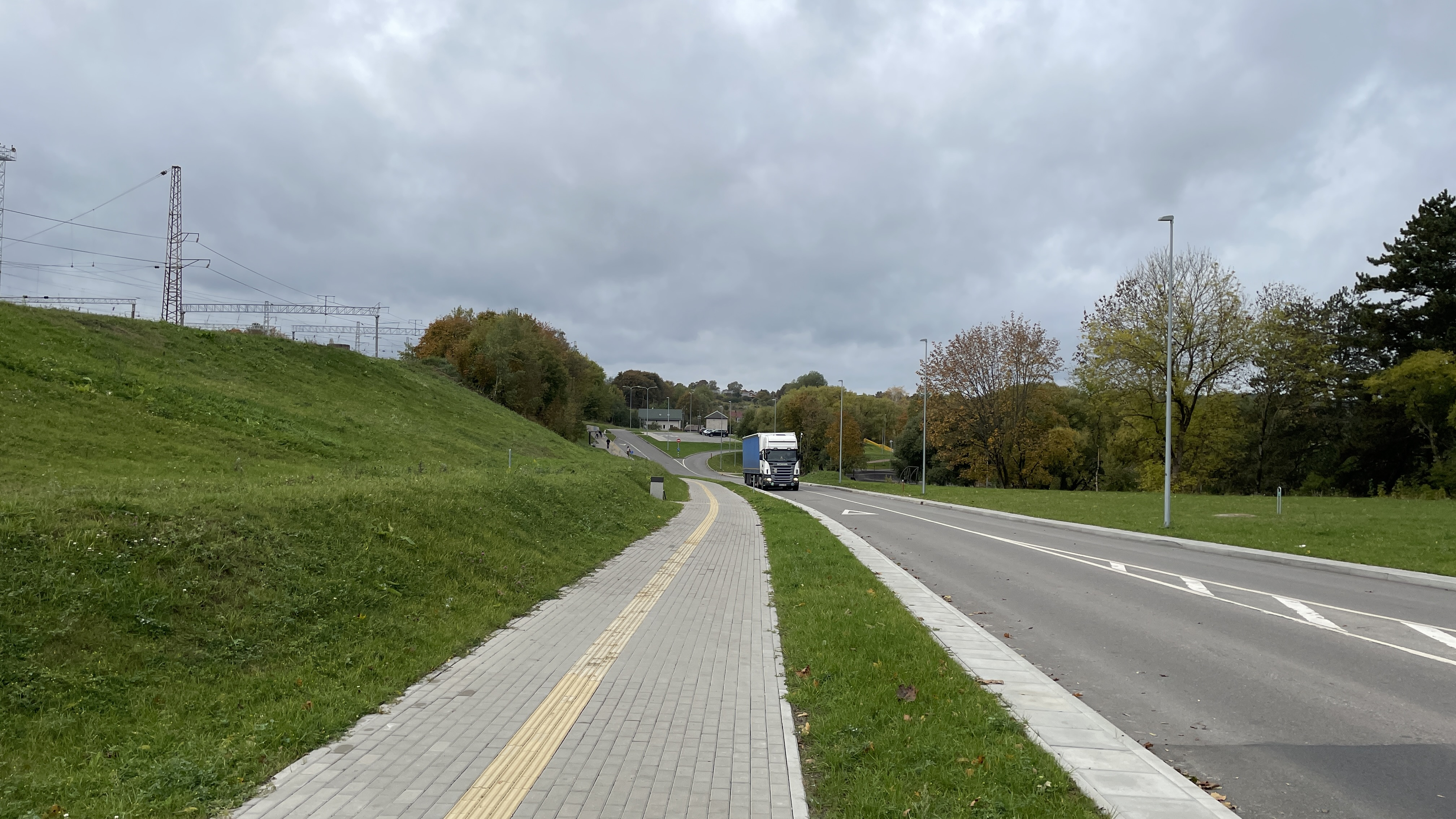
Улица Дзуку (Dzūkų gatvė)
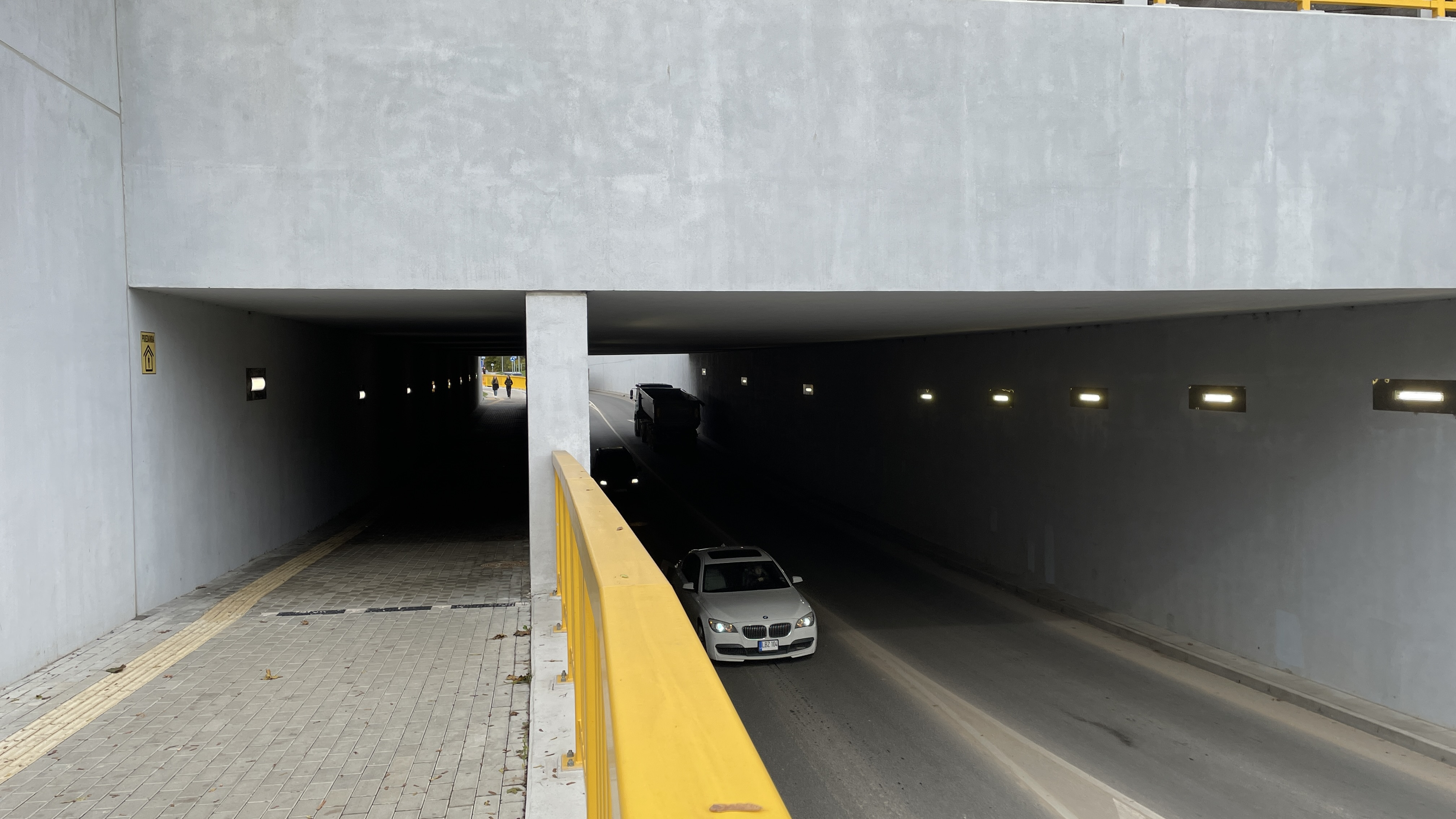
Тоннель с южной стороны
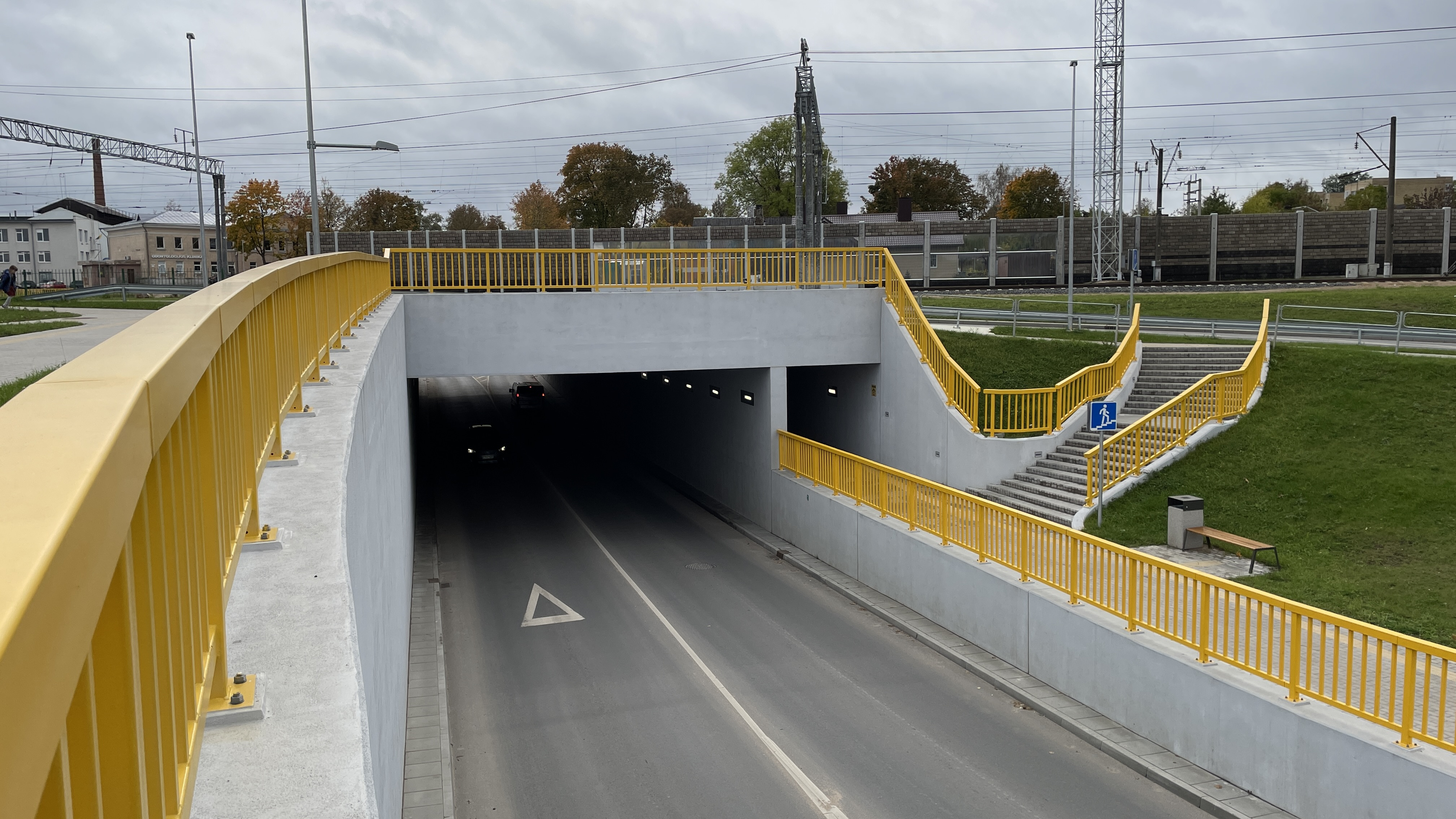
Тоннель с северной стороны
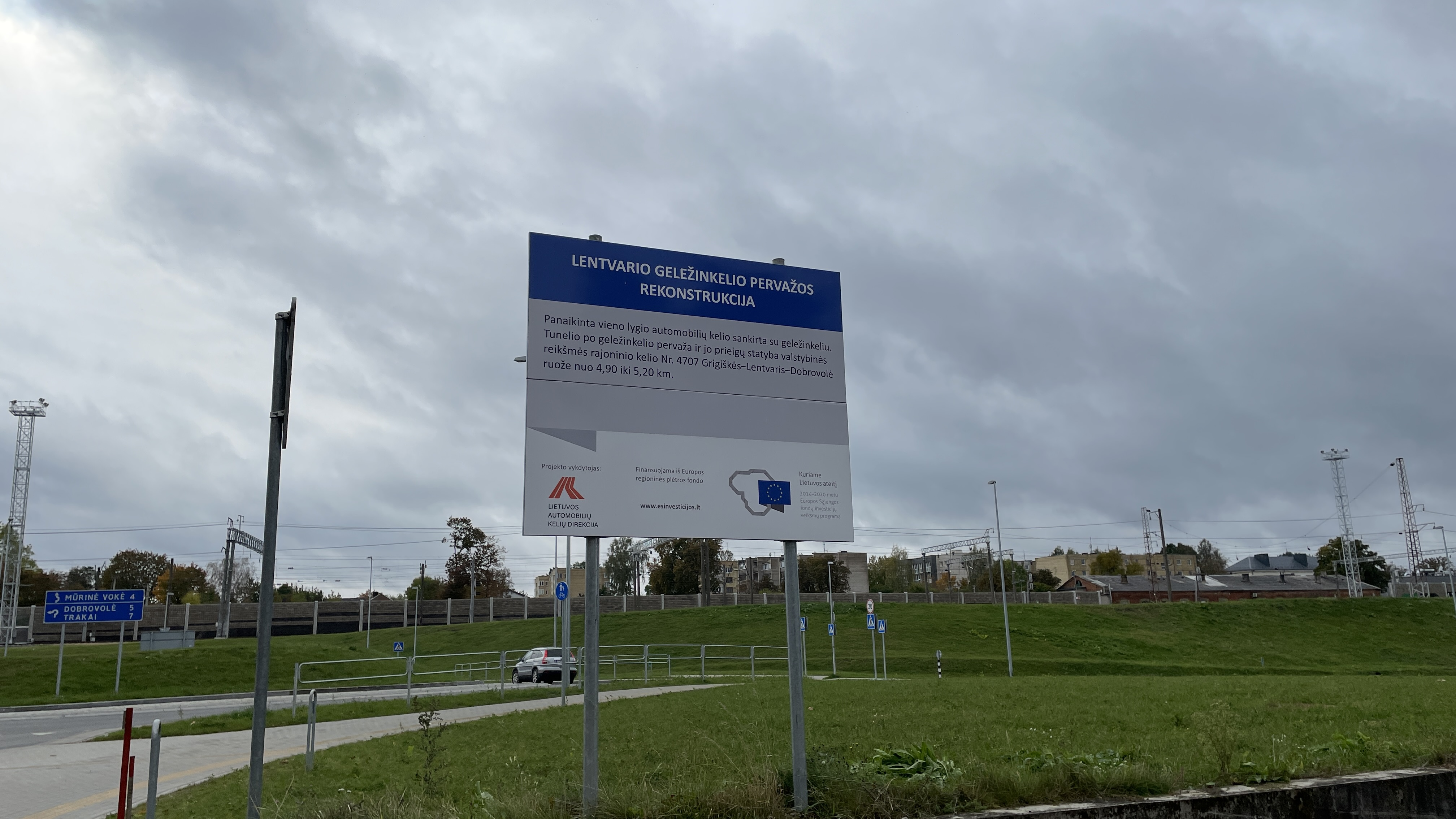
Знак о реконструкции